# Pierce (Idaho)
Pierce é uma cidade localizada no estado americano de Idaho, no Condado de Clearwater.

## Demografia
Segundo o censo americano de 2000, a sua população era de 617 habitantes.
Em 2006, foi estimada uma população de 543, um decréscimo de 74 (-12.0%).

## Geografia
De acordo com o United States Census Bureau tem uma área de
2,1 km², dos quais 2,1 km² cobertos por terra e 0,0 km² cobertos por água. Pierce localiza-se a aproximadamente 945 m acima do nível do mar.

## Localidades na vizinhança
O diagrama seguinte representa as localidades num raio de 44 km ao redor de Pierce.